# Élections législatives de 1981 dans l'Isère
Les élections législatives françaises de 1981 dans l'Isère se déroulent les 14 et 21 juin 1981.

## Élus
| Circonscription | Député sortant       | Parti | Parti    | Député élu ou réélu | Parti | Parti   |
| --------------- | -------------------- | ----- | -------- | ------------------- | ----- | ------- |
| 1re             | Guy-Pierre Cabanel   |       | UDF (PR) | Odile Sicard        |       | PS      |
| 2e              | Hubert Dubedout      |       | PS       | Hubert Dubedout     |       | PS      |
| 3e              | Louis Maisonnat      |       | PCF      | Louis Maisonnat     |       | PCF     |
| 4e              | Jacques-Antoine Gau  |       | PS       | Gisèle Halimi       |       | app. PS |
| 5e              | Louis Mermaz         |       | PS       | Louis Mermaz        |       | PS      |
| 6e              | Christian Nucci      |       | PS       | Christian Nucci     |       | PS      |
| 7e              | Maurice Cattin-Bazin |       | UDF (PR) | Georges Bally       |       | PS      |

## Positionnement des partis
Dans le département, le Parti socialiste et le Parti communiste français, sous l'appellation « majorité d'union de la gauche », se présentent dans les sept circonscriptions. Dans la 4e (Grenoble-Nord - Voiron), Gisèle Halimi est candidate apparentée PS, en remplacement du député sortant Jacques-Antoine Gau, décédé au cours de la campagne législative.
Il en est de même pour la majorité sortante, réunie dans l'Union pour la nouvelle majorité, qui soutient des candidats dans l'ensemble des circonscriptions, dont les deux députés sortants Guy-Pierre Cabanel et Maurice Cattin-Bazin. Dans le détail, on compte 6 candidats UDF et 3 RPR.
Les écologistes sont quant à eux présents dans six des sept circonscriptions, dont 3 sous l'étiquette « Aujourd'hui l'écologie » (écologistes proches de l'ex-candidat à la présidentielle Brice Lalonde) et 2 au nom du « Mouvement écologique Rhône-Alpes ».
Enfin, le Parti socialiste unifié se présente sous l'étiquette « Alternative 81 » dans les  1re, 4e et 5e circonscriptions.

## Résultats

### Résultats à l'échelle du département
| Parti          | Parti                                           | Premier tour | Premier tour | Second tour | Second tour | Sièges |
| Parti          | Parti                                           | Voix         | %            | Voix        | %           | Sièges |
| -------------- | ----------------------------------------------- | ------------ | ------------ | ----------- | ----------- | ------ |
|                | Parti socialiste                                | 141 986      | 38,10        | 197 980     | 48,88       | 6      |
|                | Parti communiste français                       | 72 446       | 19,44        | 37 231      | 9,19        | 1      |
|                | Majorité présidentielle                         | 214 432      | 57,54        | 235 211     | 58,07       | 7      |
|                |                                                 |              |              |             |             |        |
|                | Union pour la démocratie française              | 95 724       | 25,69        | 115 550     | 28,53       | 0      |
|                | Rassemblement pour la République                | 45 660       | 12,25        | 54 261      | 13,40       | 0      |
|                | Centre national des indépendants et paysans     | 218          | 0,06         |             |             | 0      |
|                | Union pour la nouvelle majorité                 | 141 602      | 38,00        | 169 811     | 41,93       | 0      |
|                |                                                 |              |              |             |             |        |
|                | Divers écologiste (dont Aujourd'hui l'écologie) | 10 784       | 2,89         |             |             | 0      |
|                | Extrême gauche (dont LO et LCR)                 | 1 968        | 0,53         | 0           |             |        |
|                | Parti socialiste unifié                         | 1 849        | 0,50         | 0           |             |        |
|                | Extrême droite                                  | 1 094        | 0,29         | 0           |             |        |
|                | Divers gauche (Gauche républicaine libérale)    | 940          | 0,25         | 0           |             |        |
|                |                                                 |              |              |             |             |        |
| Inscrits       | Inscrits                                        | 561 566      | 100,00       | 561 564     | 100,00      | 7      |
| Abstentions    | Abstentions                                     | 184 863      | 32,92        | 148 771     | 26,49       |        |
| Votants        | Votants                                         | 376 703      | 67,08        | 412 793     | 73,51       |        |
| Blancs et nuls | Blancs et nuls                                  | 4 034        | 1,07         | 7 771       | 1,88        |        |
| Exprimés       | Exprimés                                        | 372 669      | 98,93        | 405 022     | 98,12       |        |

### Résultats par circonscription

#### Première circonscription (Grenoble-Est)
| Candidat       | Candidat                   | Parti             | Premier tour | Premier tour | Second tour | Second tour |  |
| Candidat       | Candidat                   | Parti             | Voix         | %            | Voix        | %           |  |
| -------------- | -------------------------- | ----------------- | ------------ | ------------ | ----------- | ----------- |  |
|                | Guy-Pierre Cabanel sortant | UDF (PR)          | 23 242       | 41,18        | 28 720      | 46,24       |  |
|                | Odile Sicard élue          | PS                | 18 707       | 33,14        | 33 396      | 53,76       |  |
|                | Paul Jargot                | PCF               | 11 643       | 20,63        | Retrait     | Retrait     |  |
|                | Catherine Boulaine         | Divers écologiste | 1 264        | 2,24         |             |             |  |
|                | Yves de La Haye            | PSU               | 603          | 1,07         |             |             |  |
|                | Martine Lehideux           | FN                | 448          | 0,79         |             |             |  |
|                | Pierre-Jean Coulon         | Divers gauche     | 320          | 0,57         |             |             |  |
|                | Alain Galland              | CNIP              | 218          | 0,39         |             |             |  |
|                | J. Faure                   | CCA               | 1            | 0            |             |             |  |
|                |                            |                   |              |              |             |             |  |
| Inscrits       | Inscrits                   | Inscrits          | 83 210       | 100,00       | 83 209      | 100,00      |  |
| Abstentions    | Abstentions                | Abstentions       | 26 283       | 31,59        | 20 320      | 24,42       |  |
| Votants        | Votants                    | Votants           | 56 927       | 68,41        | 62 889      | 75,58       |  |
| Blancs et nuls | Blancs et nuls             | Blancs et nuls    | 481          | 0,84         | 773         | 1,23        |  |
| Exprimés       | Exprimés                   | Exprimés          | 56 446       | 99,16        | 62 116      | 98,77       |  |

#### Deuxième circonscription (Grenoble-Sud)
| Candidat       | Candidat                      | Parti             | Premier tour | Premier tour | Second tour | Second tour |  |
| Candidat       | Candidat                      | Parti             | Voix         | %            | Voix        | %           |  |
| -------------- | ----------------------------- | ----------------- | ------------ | ------------ | ----------- | ----------- |  |
|                | Hubert Dubedout sortant réélu | PS                | 27 766       | 41,08        | 44 843      | 61,63       |  |
|                | Alain Carignon                | RPR (UNM)         | 23 576       | 34,89        | 27 923      | 38,37       |  |
|                | Joseph Blanchon               | PCF               | 12 351       | 18,28        |             |             |  |
|                | Jean Jonot                    | Divers écologiste | 2 573        | 3,81         |             |             |  |
|                | Roland Calmel                 | LO                | 533          | 0,79         |             |             |  |
|                | Anne-Marie Eche               | LCR               | 506          | 0,75         |             |             |  |
|                | Philippe Orard                | Divers gauche     | 283          | 0,42         |             |             |  |
|                |                               |                   |              |              |             |             |  |
| Inscrits       | Inscrits                      | Inscrits          | 109 182      | 100,00       | 109 182     | 100,00      |  |
| Abstentions    | Abstentions                   | Abstentions       | 40 943       | 37,5         | 35 208      | 32,25       |  |
| Votants        | Votants                       | Votants           | 68 239       | 62,5         | 73 974      | 67,75       |  |
| Blancs et nuls | Blancs et nuls                | Blancs et nuls    | 651          | 0,95         | 1 208       | 1,63        |  |
| Exprimés       | Exprimés                      | Exprimés          | 67 588       | 99,05        | 72 766      | 98,37       |  |

#### Troisième circonscription (Vizille)
| Candidat       | Candidat             | Parti             | Premier tour | Premier tour | Second tour | Second tour |  |
| Candidat       | Candidat             | Parti             | Voix         | %            | Voix        | %           |  |
| -------------- | -------------------- | ----------------- | ------------ | ------------ | ----------- | ----------- |  |
|                | Louis Maisonnat élu  | PCF               | 20 244       | 34,97        | 37 231      | 61,74       |  |
|                | Jean-Charles Simiand | UDF (PR)          | 17 780       | 30,72        | 23 069      | 38,26       |  |
|                | Jean Vial            | PS                | 17 195       | 29,71        | Retrait     | Retrait     |  |
|                | Catherine Costa      | Divers écologiste | 1 781        | 3,08         |             |             |  |
|                | Roland Bégot         | LO                | 543          | 0,94         |             |             |  |
|                | Annette Joux         | Divers gauche     | 337          | 0,58         |             |             |  |
|                | C. Laval             | CCA               | 2            | 0            |             |             |  |
|                |                      |                   |              |              |             |             |  |
| Inscrits       | Inscrits             | Inscrits          | 89 327       | 100,00       | 89 327      | 100,00      |  |
| Abstentions    | Abstentions          | Abstentions       | 30 874       | 34,56        | 27 034      | 30,26       |  |
| Votants        | Votants              | Votants           | 58 453       | 65,44        | 62 293      | 69,74       |  |
| Blancs et nuls | Blancs et nuls       | Blancs et nuls    | 571          | 0,98         | 1 993       | 3,2         |  |
| Exprimés       | Exprimés             | Exprimés          | 57 882       | 99,02        | 60 300      | 96,8        |  |

#### Quatrième circonscription (Grenoble-Nord)
| Candidat       | Candidat           | Parti             | Premier tour | Premier tour | Second tour | Second tour |  |
| Candidat       | Candidat           | Parti             | Voix         | %            | Voix        | %           |  |
| -------------- | ------------------ | ----------------- | ------------ | ------------ | ----------- | ----------- |  |
|                | Gisèle Halimi élue | app. PS           | 16 625       | 33,22        | 29 759      | 53,05       |  |
|                | Michel Hannoun     | RPR (UNM)         | 14 036       | 28,05        | 26 338      | 46,95       |  |
|                | Robert Veyret      | PCF               | 9 473        | 18,93        | Retrait     | Retrait     |  |
|                | Jacques Rodet      | UDF (CDS)         | 7 721        | 15,43        |             |             |  |
|                | René Commandeur    | Divers écologiste | 1 542        | 3,08         |             |             |  |
|                | Vincent Comparat   | PSU               | 651          | 1,30         |             |             |  |
|                |                    |                   |              |              |             |             |  |
| Inscrits       | Inscrits           | Inscrits          | 75 474       | 100,00       | 75 474      | 100,00      |  |
| Abstentions    | Abstentions        | Abstentions       | 24 604       | 32,6         | 17 844      | 23,64       |  |
| Votants        | Votants            | Votants           | 50 870       | 67,4         | 57 630      | 76,36       |  |
| Blancs et nuls | Blancs et nuls     | Blancs et nuls    | 822          | 1,62         | 1 533       | 2,66        |  |
| Exprimés       | Exprimés           | Exprimés          | 50 048       | 98,38        | 56 097      | 97,34       |  |

#### Cinquième circonscription (Vienne-Nord)
| Candidat       | Candidat                   | Parti             | Premier tour | Premier tour | Second tour | Second tour |  |
| Candidat       | Candidat                   | Parti             | Voix         | %            | Voix        | %           |  |
| -------------- | -------------------------- | ----------------- | ------------ | ------------ | ----------- | ----------- |  |
|                | Louis Mermaz sortant réélu | PS                | 22 233       | 48,38        | 31 049      | 63,08       |  |
|                | Michel Roux                | UDF (PR)          | 15 402       | 33,51        | 18 171      | 36,92       |  |
|                | Gaby Pellet                | PCF               | 5 465        | 11,89        |             |             |  |
|                | Jean Cohenny               | Divers écologiste | 1 881        | 4,09         |             |             |  |
|                | Daniel Pothin              | PSU               | 595          | 1,29         |             |             |  |
|                | Arlette Couzon             | LO                | 383          | 0,83         |             |             |  |
|                |                            |                   |              |              |             |             |  |
| Inscrits       | Inscrits                   | Inscrits          | 69 181       | 100,00       | 69 183      | 100,00      |  |
| Abstentions    | Abstentions                | Abstentions       | 22 681       | 32,79        | 19 060      | 27,55       |  |
| Votants        | Votants                    | Votants           | 46 500       | 67,21        | 50 123      | 72,45       |  |
| Blancs et nuls | Blancs et nuls             | Blancs et nuls    | 541          | 1,16         | 903         | 1,8         |  |
| Exprimés       | Exprimés                   | Exprimés          | 45 959       | 98,84        | 49 220      | 98,2        |  |

#### Sixième circonscription (Vienne-Sud)
| Candidat       | Candidat                      | Parti          | Premier tour | Premier tour | Second tour | Second tour |  |
| Candidat       | Candidat                      | Parti          | Voix         | %            | Voix        | %           |  |
| -------------- | ----------------------------- | -------------- | ------------ | ------------ | ----------- | ----------- |  |
|                | Christian Nucci sortant réélu | PS             | 20 477       | 45,75        | 29 292      | 61,08       |  |
|                | Georges Colombier             | UDF (PR)       | 8 975        | 20,05        | 18 662      | 38,92       |  |
|                | Christian Abel                | RPR (UNM)      | 8 048        | 17,98        | Retrait     | Retrait     |  |
|                | Maurice Poirier               | PCF            | 7 257        | 16,21        |             |             |  |
|                |                               |                |              |              |             |             |  |
| Inscrits       | Inscrits                      | Inscrits       | 62 343       | 100,00       | 62 342      | 100,00      |  |
| Abstentions    | Abstentions                   | Abstentions    | 17 027       | 27,31        | 13 562      | 21,75       |  |
| Votants        | Votants                       | Votants        | 45 316       | 72,69        | 48 780      | 78,25       |  |
| Blancs et nuls | Blancs et nuls                | Blancs et nuls | 559          | 1,23         | 826         | 1,69        |  |
| Exprimés       | Exprimés                      | Exprimés       | 44 757       | 98,77        | 47 954      | 98,31       |  |

#### Septième circonscription (Bourgoin-Jallieu)
| Candidat       | Candidat                     | Parti             | Premier tour | Premier tour | Second tour | Second tour |  |
| Candidat       | Candidat                     | Parti             | Voix         | %            | Voix        | %           |  |
| -------------- | ---------------------------- | ----------------- | ------------ | ------------ | ----------- | ----------- |  |
|                | Maurice Cattin-Bazin sortant | UDF (PR)          | 22 604       | 45,22        | 26 928      | 47,60       |  |
|                | Georges Bally élu            | PS                | 18 983       | 37,97        | 29 641      | 52,40       |  |
|                | Henri Jayet                  | PCF               | 6 013        | 12,03        |             |             |  |
|                | Olivier Cabanel              | Divers écologiste | 1 743        | 3,49         |             |             |  |
|                | Édouard Serrière             | FN                | 646          | 1,29         |             |             |  |
|                | P. Berthier                  | CCA               | 0            | 0,00         |             |             |  |
|                | D. Duran                     | PFN               | 0            | 0,00         |             |             |  |
|                |                              |                   |              |              |             |             |  |
| Inscrits       | Inscrits                     | Inscrits          | 72 849       | 100,00       | 72 847      | 100,00      |  |
| Abstentions    | Abstentions                  | Abstentions       | 22 451       | 30,82        | 15 743      | 21,61       |  |
| Votants        | Votants                      | Votants           | 50 398       | 69,18        | 57 104      | 78,39       |  |
| Blancs et nuls | Blancs et nuls               | Blancs et nuls    | 409          | 0,81         | 535         | 0,94        |  |
| Exprimés       | Exprimés                     | Exprimés          | 49 989       | 99,19        | 56 569      | 99,06       |  |